# Trichotosia pensilis
Trichotosia pensilis är en orkidéart som först beskrevs av Henry Nicholas Ridley, och fick sitt nu gällande namn av Friedrich Fritz Wilhelm Ludwig Kraenzlin. Trichotosia pensilis ingår i släktet Trichotosia och familjen orkidéer. Inga underarter finns listade i Catalogue of Life.